# Royal Crown Revue
Die Royal Crown Revue (RCR) ist eine Band, die 1989 in Los Angeles gegründet wurde. Die achtköpfige Musikgruppe gehört zu den bekanntesten Vertretern des Neoswing und verbindet Rockabilly, Punkrock, Blues mit Swing. Ihre Auftritte, in Stil, Kleidung und Requisiten der 1940er Jahre, lösten Anfang 1990 in den USA eine Nostalgiewelle aus.

## Bandgeschichte
Der ehemalige Punk-Sänger Eddie Nichols und der Gitarrist James Achor spielten bereits zusammen in der Rockabilly Band the Rockomatics. Ende der 1980er schien aber die Punk und Rockabilly Musik in L.A. tot zu sein. Die beiden trafen auf den Saxophonisten Mando Dorame, der wiederum ein großer Fan von Big Jay McNeely war und gründeten 1989 die Royal Crown Revue.  Die Band hatte sich zuvor mit Jump Blues von Louis Prima und Louis Jordan und anschließend mit den wichtigsten Swing Künstlern auseinandergesetzt. Die Mischung aus Blues, Punk und Rockabilly wurde von RCR selbst als «hardboiled swing» oder «gangster bop» bezeichnet. Im Gegensatz zu vielen anderen Neoswing Bands konzentrierten sich RCR nicht auf das Covern bekannter Swing- und Jazzstandards, sondern schrieben direkt eigene Texte und Melodien. Die Royal Crown Revue Band wird vielfach als Auslöser des Swing-Revivals Ende der 1980er und des damit aufkommenden Neoswings in Verbindung gebracht.
Mit den ehemaligen Mitgliedern Mark und Adam Stern waren weitere vom Punk beeinflusste Musiker in der Band. Die Brüder spielten zuvor bei Youth Brigade, einer Hardcore Punkband aus Kalifornien. Das erste Album der Royal Crown Revue Kings of Gangster Bop erschien 1991 auch auf dem, von den Stern Brüdern gegründeten Label BYO Records.
Nach dieser Veröffentlichung spielten sie mehrere hundert Konzerte pro Jahr in den USA und Europa. Ab 1993 war RCR für zwei Jahre die Hausband im  fledgling club in Hollywood. Die Band ist in der Filmkomödie Die Maske aus dem Jahr 1994 mit bei der Darbietung ihres Songs Hey Pachuco zu sehen.
Ihr zweites Album und viertes Album wurden 1996 und 1998 beim Major-Label-Riesen  Warner Bros. Records veröffentlicht. Von 1998 bis 1999 stellten sie die Titelmelodie für WB Television Network. Ferner arbeiteten sie mit Bette Midler zusammen, woraus z. B. der Song One Monkey don't stop no show entstand.

## Diskografie
- Kings of Gangster Bop (BYO Records 1991)
- Mugzy's Move (Warner Bros. Records 1996). Re-released 1998
- Caught In The Act (Live) (Surfdog Records 1997)
- The Contender (Warner Bros. Records 1998)
- Walk On Fire (RCR Records 1999)
- Passport To Australia (Live) (RCR Records 2000)
- Greetings From Hollywood (2004)
- El Toro (RCR Records  / KUFALA 2007)
- Live at The Corner Hotel, Melbourne Australia (Live, 2007)[8]
- Don't Be a Grinch This Year (RCR Records 2010)